# Pontvallain
 Pontvallain  es una población y comuna francesa, situada en la región de Países del Loira, departamento de Sarthe, en el distrito de La Flèche y cantón de Pontvallain.

## Demografía
| 1026 | 951 | 1025 | 1205 | 1249 | 1283 |
| Para los censos de 1962 a 1999 la población legal corresponde a la población sin duplicidades (Fuente: INSEE [Consultar]) |     |      |      |      |      |